# Krata (pismo)
Krata – pismo internowanych wydawane w Ośrodku Odosobnienia Kielce-Piaski w okresie od 5 marca 1982 r. do kwietnia 1982 r. Podtytuł brzmiał: „Przeczytaj! Przepisz! Podaj dalej!”.
Pismo powstawało z inicjatywy Jacka Jerza, będącego również autorem części artykułów i wychodziło do czasu jego wywiezienia do innego miejsca odosobnienia w drugiej połowie kwietnia 1982 r. Ukazało się co najmniej 9 numerów w zmiennym formacie (nr 1 – A5, pozostałe A4), wydawanych w kilkudniowych odstępach (daty zachowanych numerów pisma to: nr 1 – 5.03.1982, nr 2 – 8.03, nr 3 – 13.03, nr 9 – 2.04.1982). Pismo tworzone było ręcznie jako dwustronnie zapisana kartka z zeszytu, a każdy kto je otrzymał miał za zadanie przepisać zawartość i podać oba egzemplarze dalej. Nakład każdego z numerów zależał więc od liczby osób, które go otrzymały i powieliły.
Jako siedzibę redakcji w „stopce redakcyjnej” podawano adres więzienia (ul. Dzierżyńskiego 155, 25–563 Kielce), a skład redakcji określano jako „Zespół 3–5–8”. „Krata” zawierała opis codzienności w kieleckim ośrodku odosobnienia, informacje bieżące z miasta i kraju, oświadczenia i komunikaty oraz poezję i prozę.